# Chirurgia del cancro rettale
La chirurgia del cancro rettale è la terapia chirurgica attuata per eliminare le forme tumorali a carico del retto.

## Tipologie
Lo scopo della chirurgia radicale per il carcinoma del retto è controllare la diffusione locale della malattia e minimizzare l'incidenza delle recidive. È merito di R.J. Heald se oggi pazienti con tumore rettale hanno un tasso di recidiva locale di malattia dal 30% al 3,7%. Heald ha il merito di aver introdotto il concetto di nuove tecniche chirurgiche più radicali e meno mutilanti.
L'introduzione del concetto di "Mesoretto" (Qiurke), struttura anatomica cellulo-adiposa che avvolge il retto a 270°, ha permesso di abbattere drasticamente il tasso di recidive locali e quindi di influire globalmente sulla sopravvivenza del paziente.
La Resezione Anteriore del Retto (R.A.R.) con escissione del mesoretto e risparmio dei nervi ipogastrici superiori e delle radici pelviche ha permesso al paziente di sesso maschile una netta riduzione dei tassi di impotentia coeundi e di disfunzioni urinarie. Inoltre si è dimostrato (E. Leo) che un margine di resezione distale di appena 1 cm è equipollente a quello di 5 cm come proposto da Goligher. Questo ha permesso di sottoporre ad interventi conservativi pazienti con tumore posto al terzo inferiore del retto (ultimi 5 cm) codificando un nuovo approccio chirurgico che è quello delle resezioni definite ultra basse.